# Đồ họa vector

Sự khác biệt giữa đồ họa vector và đồ họa raster.

Đồ họa vector trong đồ họa máy tính sử dụng các tọa độ trong mặt phẳng 2 chiều để biểu diễn hình ảnh. Các tọa độ này sẽ góp phần tạo nên các path và các path này còn có thể có các thuộc tính như màu nét, hình dạng, độ dày,... Ảnh được tạo thành bằng kỹ thuật này được gọi là ảnh vector. Các định dạng ảnh vector phổ biến hiện nay bao gồm: SVG, EPS, PDF.

## Ưu điểm và Khuyết điểm
Ảnh vector có thể kéo to nhỏ tùy ý mà không bị vỡ, các đường viền cũng không bị giảm chất lượng. Dữ liệu có trong ảnh vector ít hơn ảnh bitmap, do đó ít tốn dung lượng lưu trữ hơn.
Khi tạo và chỉnh sửa ảnh vector, có thể thực hiện các thao tác như: xoay, lật, kéo giãn, tô màu và tô màu chuyển sắc, dùng nhiều lớp hình ảnh, thay đổi độ trong suốt của hình; đồng thời cắt, nối, cắt phần giao nhau và thực hiện nhiều thao tác khác.
Người ta có thể thay đổi hình dạng của ảnh bằng cách thêm, bớt, xoay, di chuyển các điểm mút. Tuy nhiên, dạng ảnh này cũng có mặt hạn chế là nhìn không thật, sự chuyển màu, sắc độ ít tinh tế hơn ảnh bitmap.

## Ứng dụng của ảnh Vector
Ảnh Vector thường được sử dụng trong các trường hợp như:
- Thiết kế logo: Vì logo cần sự nhất quán trong mọi trường hợp sử dụng, người ta có thể phóng to, thu nhỏ mà không ảnh hưởng quá nhiều đến tổng thể logo và hỗ trợ trong in ấn tốt hơn.
- Thiết kế icon: Icon cũng cần thay đổi nhiều về kích thước, đặc biệt là phải nhẹ, sắc nét.
- Nghệ thuật Vector (Vector Art): Người ta dùng các vector, các mảng (shapes), lưới chuyển màu (gradient meshes)... để tạo nên những hình ảnh độc đáo, gọi là nghệ thuật Vector.

## Định dạng tập tin ảnh Vector
Các tập tin Vector có định dạng mở rộng như: SVG, WMF, CDR, AI.

## Các phần mềm tạo ảnh Vector
- Adobe Illustrator
- Flash CS
- Aviary Phoenix
- Laser Professional AP
- CorelDraw